# Troglohyphantes delmastroi
Troglohyphantes delmastroi là một loài nhện trong họ Linyphiidae.
Loài này thuộc chi Troglohyphantes. Troglohyphantes delmastroi được miêu tả năm 2001 bởi Pesarini.